# أكجكال (آيت احميدة نوفلا)
أكجكال هو دُوَّار يقع بجماعة أزرار، إقليم تارودانت، جهة سوس ماسة في المملكة المغربية. ينتمي الدوّار لمشيخة آيت احميدة نوفلا التي تضم 13 دوار. يقدر عدد سكانه بـ 40 نسمة حسب الإحصاء الرسمي للسكان والسكنى لسنة 2004.

## روابط خارجية
- البوابة الوطنية للجماعات الترابية
- المندوبية السامية للتخطيط